# Pebops ipomoeae
Pebops ipomoeae är en fjärilsart som beskrevs av August Busck 1900. Pebops ipomoeae ingår i släktet Pebops och familjen fransmalar. Inga underarter finns listade i Catalogue of Life.